# Richard Teichmann
Richard Teichmann (24. prosince 1868 – 15. června 1925) byl německý šachový mistr. Byl znám pod přezdívkou Richard Pátý, jelikož se velmi často na turnajích umisťoval na pátém místě. Jeho nejlepším výsledkem bylo vítězství na turnaji v Karlových Varech v roce 1911, kde porazil několik silných hráčů a skončil před šachisty jako Akiba Rubinstein, Karl Schlechter, Frank Marshall či Aaron Nimcovič. José Raúl Capablanca, 3. mistr světa v šachu, označil Teichmanna za jednoho z nejlepších šachistů.
Již v mládí přišel o pravé oko. Studoval filologii na univerzitách v Jeně a Berlíně. Jako šachista na sebe upoutal pozornost poprvé vítězstvím na turnaji Berlínského šachového spolku 1890/91. V letech 1892–1902 žil v Londýně, kde odehrál a vyhrál několik šachových turnajů.
Svou přezdívku Richard Pátý si získal tím, že preferoval remízy; páté místo bylo také obvykle poslední příčkou, za které hráči získávali peněžní odměnu. Tyto peníze dovolily Teichmannovi žít skromný život. Mezi jeho další dobré výsledky na mezinárodních turnajích patří 3. místo na Německém šachovém šampionátu v roce 1912 ve Vratislavi, kde skončil třetí za Oldřichem Durasem a Akibou Rubinsteinem.
Teichman měl proti mistru světa Alexandru Aljechinovi 5 : 6, v roce 1921 s ním dokonce v zápase na čtyři partie remizoval.